# Tepehua
|  | No s'ha de confondre amb tepehuan. |

El tepehua és una (macro)llengua indígena parlada en l'orient de Mèxic per l'ètnia dels tepehues. Aquest grup ètnic habita en diverses comunitats dels estats de Veracruz, Hidalgo i Puebla. El tepehua forma part de la família lingüística totonaques amb el totonaca, i no ha de ser confós amb la llengua uto-asteca anomenada tepehuan.
El tepehua és una llengua de l'àrea lingüística mesoamericana i mostra alguns dels trets comuns a les diverses famílies que formen part d'aquesta regió. Juntament amb altres seixanta-vuit llengües indígenes de Mèxic i tres-centes seixanta-quatre variants lingüístiques, és reconeguda per llei com una llengua nacional a tot el territori de la República Mexicana, amb igual validesa que el castellà, que és la llengua majoritària en aquest país.

## Dialectes
| Varietat                | ISO | Territori lingüístic                                   | Comunitat lingüística |
| ----------------------- | --- | ------------------------------------------------------ | --------------------- |
| Tepehua de Huehuetla    | tee | Nord-est de Hidalgo, Huehuetla, i Mecapalapa (Puebla). | 3.000 (1982 SIL)      |
| Tepehua de Pisaflores   | tpp | Pisaflores Veracruz                                    | 4.000 (1990 census).  |
| Tepehua de Tlachichilco | tpt | Tlachichilco (Veracruz)                                | 3.000 (1990 SIL).     |

## Morfologia
el tepehua és una llengua aglutinant, on les paraules fan servir sufixos complexos per a una varietat de propòsits amb diversos morfemes encadenats.